# Walther Pittschau

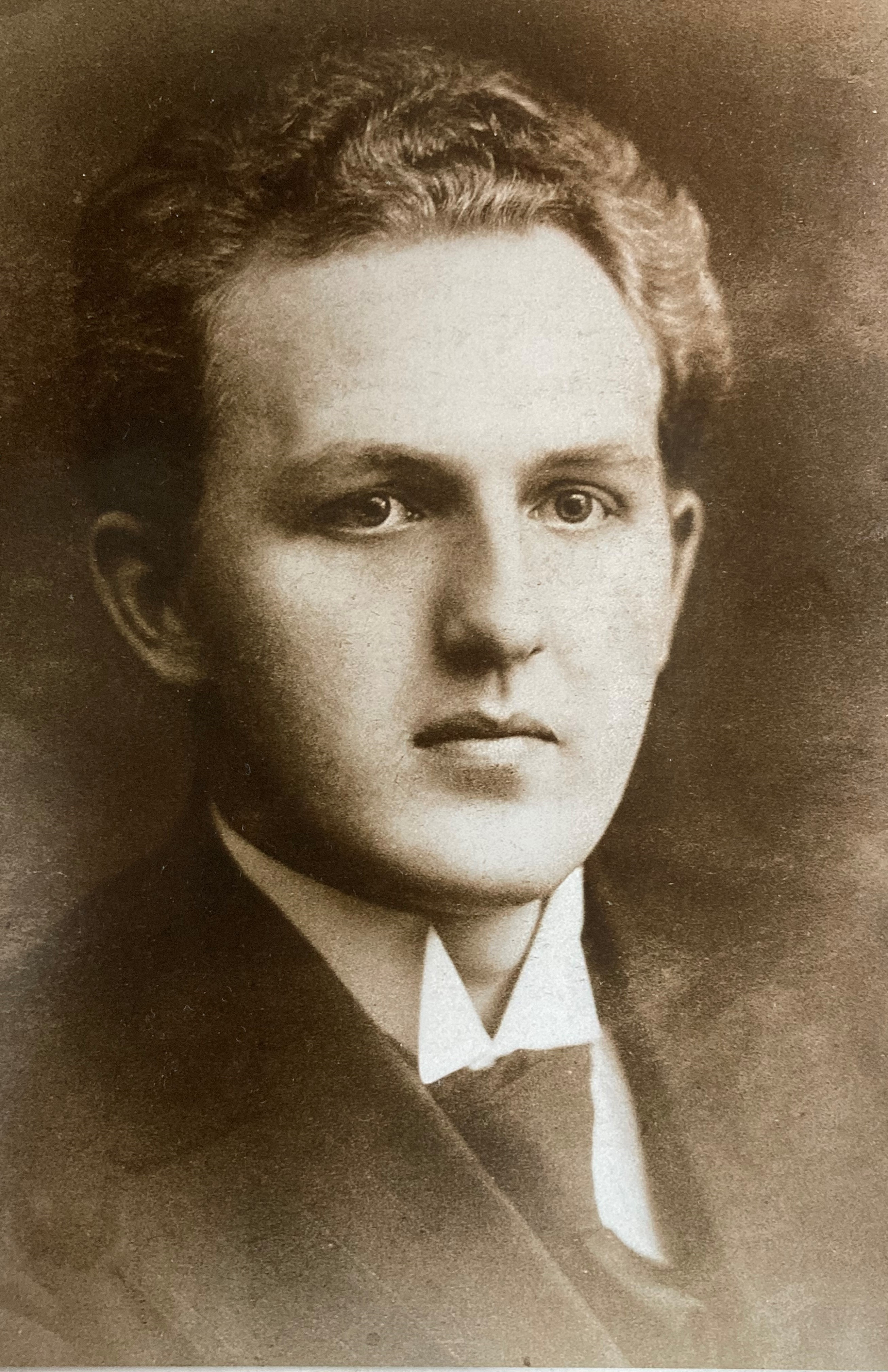
Walter Pittschau, 1907, privates Porträtfoto

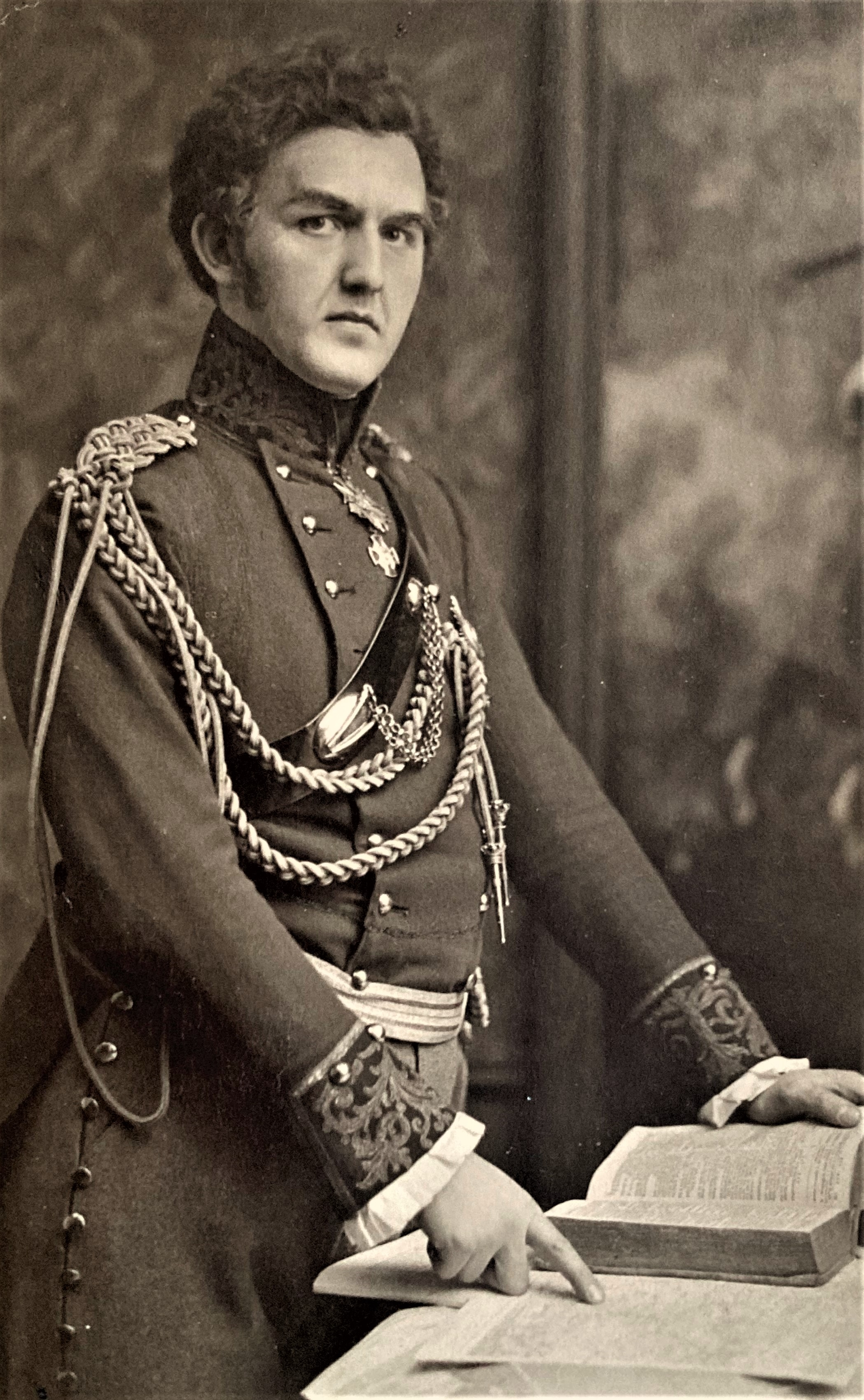
Walter Pittschau, Rollenfoto

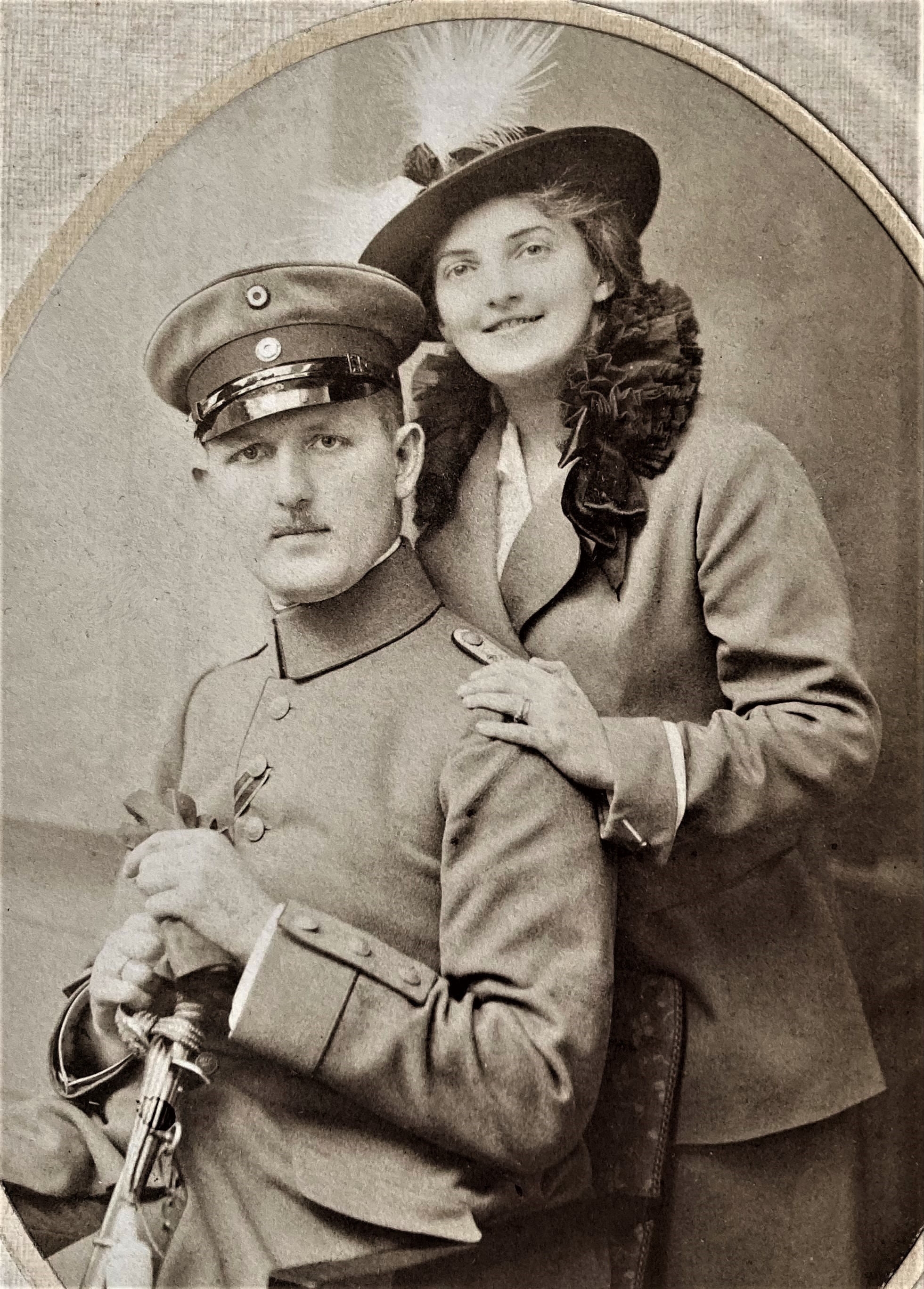
Walter und Hertha Pittschau. Hochzeitsfoto 1. Oktober 1915

Walther Reinhold Pittschau  (* 11. Januar 1889 in Berlin; † 20. Februar 1946 in Potsdam) war ein deutscher Schauspieler, Regisseur und Intendant.

## Leben und Wirken

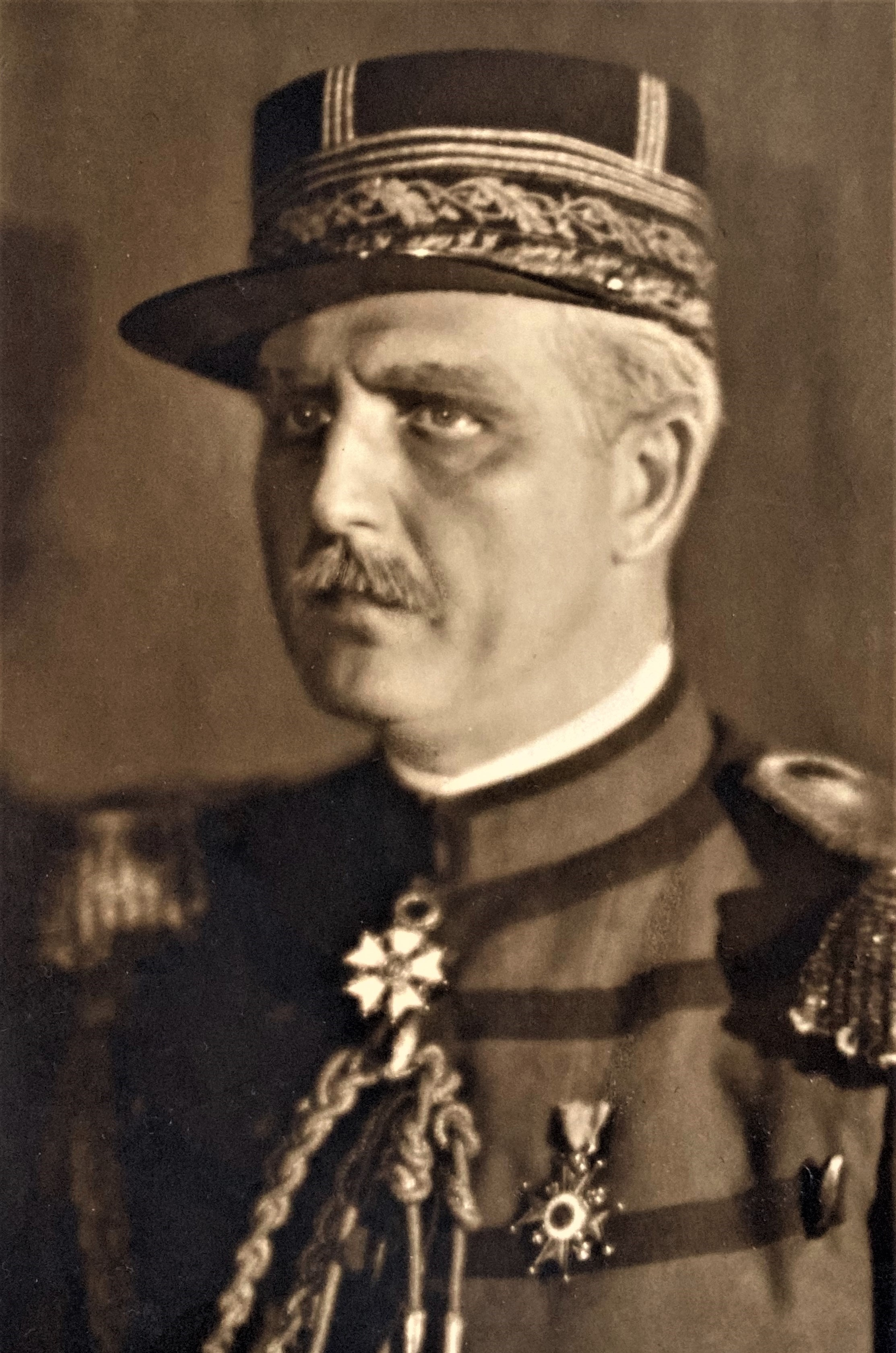
Walter Pittschau als General George Gabriel De Pellieux in Affäre Dreyfus

Walt(h)er Pittschau war der zweite Sohn aus erster Ehe des aus Egeln bei Magdeburg stammenden k. k. Hofschauspielers Ernst Pittschau (1859–1916) und von Caroline geb. Binder († 1899), Bruder des Film- und Theaterschauspielers Ernst Pittschau jun. (1883–1951) und Stiefbruder des Theater- und Filmschauspielers Werner Pittschau (1902–1928). Bereits als Zwanzigjähriger in großen klassischen Rollen zu sehen – etwa als Titelfigur in Schillers Wilhelm Tell – unterbrach bei Ausbruch des Ersten Weltkrieges seine Einberufung ins Deutsche Heer seine Theaterlaufbahn.
Am 1. Oktober 1915 erfolgte Pittschaus Kriegstrauung mit Hertha geb. Stuam.
Zu Beginn der Saison 1922/23 wurde Pittschau als junger Heldendarsteller an das Neue deutsche Theater in Prag engagiert, dem seine aus Wien stammende Stiefmutter Hilde Hofer-Pittschau (1873–1961) schon seit 1916 als Ensemblemitglied angehörte, und an dem vor ihm bereits in der Saison 1920/21 auch sein Stiefbruder Werner Pittschau debütiert hatte. In der Saison 1923/24 in einer Reihe von Hauptrollen – oft vom Publikum gefeiert und von der Presse (Der Humorist, Prager Tagblatt) mit Lob bedacht – war Pittschau oft zu sehen. Seinen ersten großen Erfolg verzeichnete er im Oktober 1923 mit der Darstellung der Titelfigur in Egmont, einer Inszenierung, in der auch seine Stiefmutter und sein Stiefbruder Werner mitwirkten. Es folgte seine sehr beachtete Interpretation der Rolle des Grafen Wetter von Stahl in Käthchen von Heilbronn.  Auch in manchen anderen Stücken trat er gemeinsam mit seiner Stiefmutter oder/und seinem Stiefbruder Werner auf: Während er beispielsweise mit seiner Stiefmutter in Richard III. auf der Bühne stand, überzeugte er in der Silvestervorstellung 1923 mit seinem Stiefbruder Werner in Der Feldherrnhügel. Im April 1924 stellte er in Henrik Ibsens Peer Gynt den Titelhelden dar, während Werner Pittschau in der Rolle des Trumpeterstraale zu sehen war. Noch im April 1924 folgte Pittschaus Darstellung der Hauptrolle in Goethes Faust, einer Inszenierung, in der seine Stiefmutter die Hexe und sein Stiefbruder Werner den Erzengel Raphael verkörperten. Im Mai 1924 spielte er in Schillers Maria Stuart die Figur des Tellheim, danach scheint er auf dem Programm von Lessings Minna von Barnhelm auf. Schließlich erntete Pittschau noch gegen Ende der Saison im Juli 1924 für seine Leistung in Ibsens Wildente besonderes Lob.
Wie seine Stiefmutter Hilde Hofer-Pittschau und sein Stiefbruder Werner Pittschau verließ auch Walter Pittschau Ende 1924 Prag und kehrte nach Deutschland zurück, wo er an verschiedenen Bühnen in zahlreichen klassischen Stücken (Don Carlos als Herzog von Feria, Faust als Michael, Die Nibelungen als König Gunter, Die Räuber als Schwarz, Das Goldene Vlies als Milo, Hanneles Himmelfahrt als Berger, Kronprätendenten als Jatgjer der Skalde, Coriolan als Titus Lartius, Romeo und Julia als Gregorio u. a.) wie in neuen Produktionen (Affäre Dreyfus als General Pellieux, Seid fröhlich, wie Sokrates als Gerichtsdiener, Tumult als Urban, Die fünf Frankfurter als Graf Fehrenburg, Die Südpolexpedition des Kapitän Scott als Helmer Hanssen etc.) besetzt wurde. Als Filmschauspieler wirkte er 1931/32 in Der Feldherrnhügel  sowie 1932 in den beiden Verfilmungen Kreuzer Emden und  Kiki mit.
Walther Pittschau leitete ab 1935 bis 1938 das Städtische Theater in Chemnitz. In diese Zeit fallen seine Inszenierungen von Hebbels Der gehörnte Siegfried und Siegfrieds Tod aus der Trilogie Die Nibelungen, 1936 Kleists Das Käthchen von Heilbronn und 1937 Krimhilds Rache, dem dritten Teil von Hebbels Trilogie. Ab 1938 war er – bis zur kriegsbedingt verordneten Schließung aller deutschen Theater zum 1. September 1944 – Intendant des Schauspielhauses der Residenzstadt Potsdam.
Er verstarb am 20. Februar 1946 in Potsdam.